# Liste des albums musicaux numéro un au Billboard 200 en 1984
Cette page liste les albums musicaux ayant eu le plus de succès au cours de l'année 1984 aux États-Unis d'après le magazine Billboard.

## Historique
| Date          | Artiste(s)                | Titre              | Référence |
| ------------- | ------------------------- | ------------------ | --------- |
| 7 janvier     | Michael Jackson           | Thriller           |           |
| 14 janvier    | Michael Jackson           | Thriller           |           |
| 21 janvier    | Michael Jackson           | Thriller           |           |
| 28 janvier    | Michael Jackson           | Thriller           |           |
| 4 février     | Michael Jackson           | Thriller           |           |
| 11 février    | Michael Jackson           | Thriller           |           |
| 18 février    | Michael Jackson           | Thriller           |           |
| 25 février    | Michael Jackson           | Thriller           |           |
| 3 mars        | Michael Jackson           | Thriller           |           |
| 10 mars       | Michael Jackson           | Thriller           |           |
| 17 mars       | Michael Jackson           | Thriller           |           |
| 24 mars       | Michael Jackson           | Thriller           |           |
| 31 mars       | Michael Jackson           | Thriller           |           |
| 7 avril       | Michael Jackson           | Thriller           |           |
| 14 avril      | Michael Jackson           | Thriller           |           |
| 21 avril      | Artistes variés           | Footloose          |           |
| 28 avril      | Artistes variés           | Footloose          |           |
| 5 mai         | Artistes variés           | Footloose          |           |
| 12 mai        | Artistes variés           | Footloose          |           |
| 19 mai        | Artistes variés           | Footloose          |           |
| 26 mai        | Artistes variés           | Footloose          |           |
| 2 juin        | Artistes variés           | Footloose          |           |
| 9 juin        | Artistes variés           | Footloose          |           |
| 16 juin       | Artistes variés           | Footloose          |           |
| 23 juin       | Artistes variés           | Footloose          |           |
| 30 juin       | Huey Lewis and the News   | Sports             |           |
| 7 juillet     | Bruce Springsteen         | Born in the U.S.A. |           |
| 14 juillet    | Bruce Springsteen         | Born in the U.S.A. |           |
| 21 juillet    | Bruce Springsteen         | Born in the U.S.A. |           |
| 28 juillet    | Bruce Springsteen         | Born in the U.S.A. |           |
| 4 août        | Prince and the Revolution | Purple Rain        |           |
| 11 août       | Prince and the Revolution | Purple Rain        |           |
| 18 août       | Prince and the Revolution | Purple Rain        |           |
| 25 août       | Prince and the Revolution | Purple Rain        |           |
| 1er septembre | Prince and the Revolution | Purple Rain        |           |
| 8 septembre   | Prince and the Revolution | Purple Rain        |           |
| 15 septembre  | Prince and the Revolution | Purple Rain        |           |
| 22 septembre  | Prince and the Revolution | Purple Rain        |           |
| 29 septembre  | Prince and the Revolution | Purple Rain        |           |
| 6 octobre     | Prince and the Revolution | Purple Rain        |           |
| 13 octobre    | Prince and the Revolution | Purple Rain        |           |
| 20 octobre    | Prince and the Revolution | Purple Rain        |           |
| 27 octobre    | Prince and the Revolution | Purple Rain        |           |
| 3 novembre    | Prince and the Revolution | Purple Rain        |           |
| 10 novembre   | Prince and the Revolution | Purple Rain        |           |
| 17 novembre   | Prince and the Revolution | Purple Rain        |           |
| 24 novembre   | Prince and the Revolution | Purple Rain        |           |
| 1er décembre  | Prince and the Revolution | Purple Rain        |           |
| 8 décembre    | Prince and the Revolution | Purple Rain        |           |
| 15 décembre   | Prince and the Revolution | Purple Rain        |           |
| 22 décembre   | Prince and the Revolution | Purple Rain        |           |
| 29 décembre   | Prince and the Revolution | Purple Rain        |           |